# Fraternità San Giosafat d'Ucraina
La Fraternità San Giosafat d'Ucraina è una comunità associata alla Fraternità Sacerdotale San Pio X, di rito bizantino, fondata nel 2000 da mons. Bernard Fellay. La sede è nella città di Leopoli e il Superiore Generale è il Padre Vasyl Kovpak. La consistenza numerica è di circa 40 sacerdoti e seminaristi e 25.000 fedeli. L'istituto comprende un ramo femminile, la Congregazione delle Suore Basiliane.

## Storia
Il rito ucraino è un rito bizantino leggermente modificato e alcuni innovazioni, promosse dalla Santa Sede, avevano suscitato una forte opposizione e malcontento in molti sacerdoti e fedeli: l'abbandono della lingua sacra, l'antico slavo ecclesiastico, a favore della lingua volgare e gli Accordi di Balamand tra la Chiesa cattolica e la Chiesa ortodossa del 23 giugno 1993, nei quali veniva condannata la pratica dell'uniatismo. In opposizione a questi cambiamenti, per difendere la tradizione ucraina, mons. Bernard Fellay, il 28 settembre 2000, fondò la Fraternità San Giosafat d'Ucraina, formata inizialmente da padre Vasyl Kovpak, primo Superiore Generale, e da altri sei preti.
La Fraternità Sacerdotale San Pio X fornì al nuovo istituto un notevole aiuto per la costruzione di chiese e dell'impianto del seminario e organizzando corsi per la formazione dei seminaristi.
Nel mese di maggio del 2002 mons. Richard Williamson ordinò il primo diacono della Fraternità.
Padre Vasyl nel 2003 venne prima sottoposto ad un'inchiesta canonica dal cardinale Ljubomyr Huzar, arcivescovo maggiore di Leopoli, e successivamente dallo stesso minacciato di scomunica insieme ad altri preti e ai suoi fedeli, più di diecimila.
Nel novembre del 2003 mons. Bernard Tissier de Mallerais ordinò il primo sacerdote dell'istituto, nel Priorato di Varsavia.
Il 10 febbraio 2004 il cardinale Huzar lanciò, via radio, la scomunica contro padre Vasyl, colpevole di essersi associato a un movimento scismatico, la Fraternità Sacerdotale San Pio X. Questo provvedimento, in seguito ad un ricorso presentato a Roma, venne dichiarato invalido in quanto la pena della scomunica era stata inflitta in assenza di regolare processo.
Il 1º giugno 2004 il cardinale Huzar scomunicò nuovamente padre Vasyl con le seguenti motivazioni: collaborazione con il gruppo scismatico dei lefebvriani, fondazione illegale del seminario e della Congregazione delle Suore Basiliane e diffusione del suo libro "La tradizione perseguitata". Padre Vasyl reagì depositando ricorso al Tribunale di seconda istanza, che venne accettato ed esaminato.
Nel novembre del 2004 si verificarono atti criminali contro l'istituto: una chiesa venne bruciata e un'altra danneggiata.
Nel 2005 il Tribunale di seconda istanza invalidò la scomunica comminata contro padre Vasyl per vizi di forma.
Il 15 febbraio 2006 a Varsavia mons. Bernard Tissier de Mallerais ordinò 2 membri della Fraternità San Giosafat prima suddiaconi e, subito dopo, diaconi, secondo il rito della Chiesa greco-cattolica. Padre Vasyl, in precedenza, era stato minacciato che sarebbe incorso nella pena della scomunica qualora la cerimonia avesse avuto luogo.
Padre Vasyl venne scomunicato per la 3ª volta e presentò ricorso presso la Congregazione per le Chiese Orientali, che trasferì la vertenza presso la Congregazione per la Dottrina della Fede.
Il 16 ottobre 2007 mons. Bernard Fellay ordinò 7 nuovi sacerdoti dell'istituto, portando il loro numero a 18.
Il 16 dicembre 2007 il Tribunale della Congregazione della Dottrina della Fede confermò la scomunica di padre Vasyl.